# 솔 인빅투스

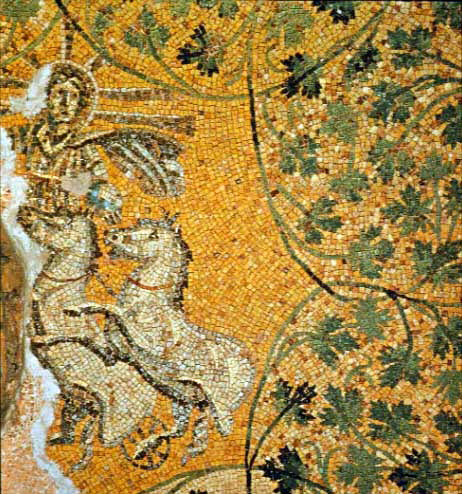
바티칸 공동묘지에 있는 솔 인빅투스의 모자이크.

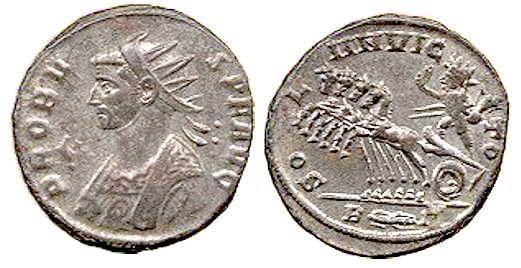
프로부스 황제의 동전. 기원후 280년. 무적의 태양신이 마차를 타고 있다.

무적의 태양신(라틴어: Sol Invictus 솔 인빅투스[*])은 로마제국의 신들 중 하나이다. 후기 로마제국에서 등장한 태양신들 중 하나이지만, 동방 특히 엘라가발루스의 영향을 많이 받았다. "인빅투스"는 무적이란 뜻이며 로마제국의 여러 신들에게 붙여진 수식어이나, 무적의 태양신에 대한 인기는 기원후 3세기 후반의 아우렐리아누스 개혁 이후에 높아졌다.

## 기독교와의 관계
12월 25일은 동지에 가까운 날이다. 즉 해가 길어지기 시작하는 때이다. 기독교를 받아들이기 전 로마의 황제였던 율리아누스가 362년에 지은 "헬리오스 왕에 대한 찬송가" (Hymn to King Helios)를 보면 솔(Sol)을 위한 축제가 12월 하순에 열렸다고 한다. 즉 무적의 태양신은 만물의 소생의 시작을 알리는 동지에 기념되었다.
이 날은 기독교에 의해 4세기 중엽에 크리스마스가 된다. 이교도의 풍습 위에 기독교적인 문화를 덧씌워 기독교의 전파가 용이하게 하려는 의도에서 교황 율리오 1세가 선포한 것이다.

## 같이 보기
- 점성술의 시대
- 그리스도 신화론
- 기독교와 점성술